# The Gondoliers

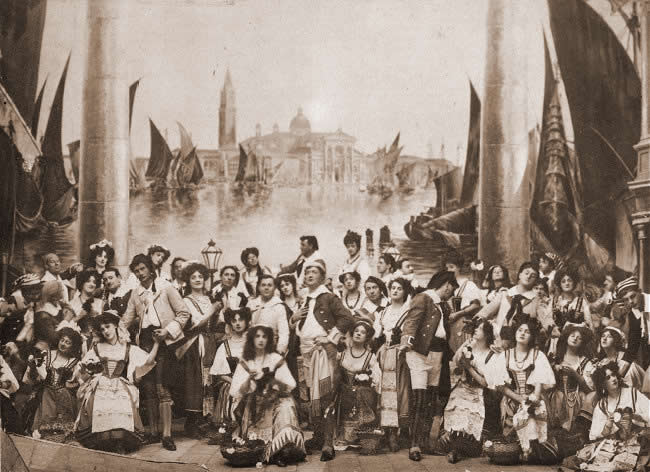
Una rappresentazione del 1907

The Gondoliers o The King of Barataria, è una Savoy Opera, con musiche di Arthur Sullivan e libretto di W. S. Gilbert.  Essa debuttò al Savoy Theatre il 7 dicembre 1889, e ando avanti con grande successo per ben 554 rappresentazioni (allora la quinta opera più rappresentata al debutto), terminò le rappresentazioni il 20 giugno 1891. Questa fu la dodicesima opera comica su di un totale di quattordici scritte da Gilbert e Sullivan.
Il 20 settembre 1890 avviene la prima al Theater an der Wien.
The Gondoliers fu l'ultimo grande successo del duo Gilbert e Sullivan. In quest'opera Gilbert ritorna alla satira sulle divisioni di classe nella società britannica, già viste nei primi libretti di Gilbert.  Il libretto riflette inoltre il fascino che Gilbert nutre per l'Atto della Società della Scorta, accentuando la convergenza assurda fra persone ed entità legali che avranno un grande sviluppo nell'opera successiva, Utopia, Limited. Come in molte delle loro prime opere, mettendo il lavoro comodamente lontano da madre Inghilterra, Gilbert fu imbaldanzito nel dirigere la critica più acuta alla nobiltà e l'istituzione della monarchia stessa.

## L'opera

### La nascita dell'opera
The Gondoliers fu preceduto dal più serio lavoro di Gilbert e Sullivan, The Yeomen of the Guard. Il 9 gennaio 1889, dopo tre mesi di rappresentazione dell'opera, Sullivan informò Gilbert che avrebbe "voluto fare un'opera drammatica su più grande scala musicale" e che avrebbe "desiderato liberarsi del ritmo fortemente segnato e rimato e pertanto aveva bisogno di un libretto che gli potesse dare la possibilità di sviluppare effetti musicali (Jacobs, p. 287). Gilbert consigliò fortemente che la loro associazione avrebbe dovuto continuare sul solco già tracciato:
(Jacobs, p. 287.)
Il 12 marzo, Sullivan rispose: "Ho perso la vena per scrivere opere comiche ed ho seri dubbi di poter ancora dedicarmi a questo... Lei sa che in un'opera seria occorre sempre sacrificare se stessi. Questo io credo è quello che insieme abbiamo fatto nel corso della nostra collaborazione e credo quello che sarebbe necessario fare in misura ancora maggiore per continuare nella stessa direzione con successo." (Jacobs, p. 288).
Una serie di lettere sempre più pregne di acrimonia seguirono nelle successive settimane con Sullivan che chiedeva sempre nuove cose per la continuazione della collaborazione e Gilbert che replicava che aveva sempre accondisceso alle richieste del compositore. Gilbert provò ad incoraggiare Sullivan:
(Jacobs, p. 291.)
Gilbert comunque alla fine offrì un compromesso che Sullivan accettò; il compositore avrebbe scritto un'opera leggera per il Savoy ed in contemporanea la grand opera Ivanhoe per un nuovo teatro che Carte stava facendo costruire apposta per questo. Sullivan accettò alla condizione che "si sia concordemente tutti d'accordo sul soggetto". Gilbert suggerì un'opera su di una compagnia teatrale che Sullivan respinse (l'idea venne poi riesumata nel 1896 come The Grand Duke), ma egli accettò un soggetto "su Venezia e la vita veneziana, che divenne poi The Gondoliers. (Jacobs, p. 294).
Gilbert iniziò a lavorare sul nuovo libretto agli inizi dell'estate del 1889 e dalla metà dell'estate Sullivan iniziò a comporre il primo atto. Gilbert fornì delle liriche alternative per alcuni passaggi consentendo così al compositore di scegliere la più idonea alle musiche che voleva abbinare. Il lungo inizio dell'opera (oltre quindici minuti di brano musicale), fu un'idea di Gilbert e consentì a Sullivan di dare all'opera l'impronta da lui voluta.
Essi lavorarono per tutta l'estate e l'autunno e l'opera andò in scena il 7 dicembre 1889. La critica fu unanimemente favorevole e l'opera incontrò anche il favore del pubblico tanto da collocarsi al terzo posto fra le Savoy Opera subito dopo H.M.S. Pinafore e The Mikado.

### Reazione della stampa e del pubblico
Leslie Baily notava, "L'effervescente qualità del libretto ha messo in luci il Sullivan più gaio, ed il soggetto italiano una calda ondata di meridionalità che ha dato brio all'opera intera. Il Graphic del 14 dicembre  1889 mise in risalto che la musica non era soltanto in stile inglese ma conteneva gavotte francesi, cachucha andaluse, saltarelli e tarantelle italiane e la barcarola veneziana. (Baily, p. 342).
Vi fu anche una recita dell'opera dedicata alla Regina Vittoria e la famiglia reale al Castello di Windsor nel 1891, la prima opera di Gilbert e Sullivan a ricevere questo onore.

### La fine dell'epoca d'oro di Gilbert e Sullivan
The Gondoliers fu l'ultimo grande successo del duo Gilbert e Sullivan. Al contrario di Pinafore e The Mikado, il successo non fu replicato a New York. A seguito delle passate esperienze, Carte non produsse direttamente il lavoro negli Stati Uniti ma concesse i diritti ad un produttore locale che tagliò alcune scene e presentò una produzione molto povera con qualche rappresentazione mal riuscita. Quando si accorse dell'insuccesso, Carte affastellò la sua compagnia e l'inviò al di là dell'Atlantico ma il danno era ormai fatto e l'opera venne ritirata dopo 103 recite a New York.